# هيرويوكي كيمورا (حكم)
هيرويوكي كيمورا (باليابانية: 木村 浩之؛ وُلد في 30 يناير 1982) هو حكم كرة قدم ياباني. يُحكم المباريات في الدوري الياباني منذ مايو 2010؛ وقد أدار حتى الآن أكثر من 220 مباراة. أُدرج منذ عام 2014 في قائمة الحكام الدوليين للفيفا (ومنذ 2021 حكم فار)، ويشرف على مباريات دولية. أدار كيمورا حتى الآن 18 مباراة في دوري أبطال آسيا.
في بطولة جنوب آسيا لكرة القدم 2015 في الهند، أدار كيمورا مباراة في مرحلة المجموعات وكذلك النهائي بين الهند وأفغانستان (1:1، 2:1 بعد الوقت الإضافي). كما أدار مباراة في كأس آسيا 2019 في الإمارات العربية المتحدة. وفي كرة القدم في الألعاب الأولمبية الصيفية 2020 في طوكيو (اليابان)، عُيّن كحكم مساعد.
في 18 فبراير 2017، أدار كيمورا نهائي كأس السوبر الياباني 2017 بين كاشيما أنتلرز وأوراوا رد دايموندز (3:2). أدار كيمورا مباريات في كأس الدوري الياباني، والدوري الياباني الدرجة الثانية، ومباريات تصفيات آسيا لـكأس العالم 2018 في روسيا وكأس العالم 2022 في قطر (أربع مباريات)، ومباريات في كأس الاتحاد الآسيوي، بالإضافة إلى مباراة في كأس آسيا تحت 23 سنة 2020 في تايلاند. كما أدار بعض المباريات في الدوري الأسترالي لكرة القدم، ودوري السوبر الصيني، والدوري البولندي الممتاز، وكأس الاتحاد الإنجليزي، بالإضافة إلى مباريات ودية. كما عمل كيمورا كحكم فيديو في كأس العالم تحت 17 سنة لكرة القدم 2019 في البرازيل، وكأس العرب 2021 في قطر.

## روابط خارجية
- هيرويوكي كيمورا على موقع كووورة
- هيرويوكي كيمورا على موقع أوليمبيديا (الإنجليزية)